# Mentheae
Mentheae (м'яти) — триба квіткових рослин родини глухокропивові (Lamiaceae).

## Класифікація
Триба: Mentheae
- Підтриба Lycopinae
  - Роди: вовконіг (Lycopus)
- Підтриба Menthinae
  - Роди: Acanthomintha, Blephilia, Bystropogon, пахучка (Clinopodium), Conradina, Cuminia, Cunila, Cyclotrichium, Dicerandra, Eriothymus, Glechon, Gontscharovia, Hedeoma, Hesperozygis, Hoehnea, Killickia, Kurzamra, м'ята (Mentha), шанта (Micromeria), Minthostachys, Monarda, Monardella, Obtegomeria, материнка (Origanum), Pentapleura, Piloblephis, Pogogyne, Poliomintha, Pycnanthemum, Rhabdocaulon, Rhododon, Saccocalyx, чабер (Satureja), Stachydeoma, Thymbra, чебрець (Thymus), Zataria, духмянка (Ziziphora)
- Підтриба Nepetinae
  - Роди: Agastache, Cedronella, маточник (Dracocephalum), Drepanocaryum, розхідник (Glechoma), Heterolamium, Hymenocrater, гісоп (Hyssopus), Kudrjaschevia, олійниця (Lallemantia), Lophanthus, Meehania, котяча м'ята (Nepeta)
- Підтриба Prunellinae
  - Роди: Cleonia, Horminum, суховершки (Prunella)
- Підтриба Salviinae
  - Роди: Lepechinia, меліса (Melissa), шавлія (Salvia)